# Batisivita
La batisivita és un mineral de la classe dels silicats. Rep el nom per la composició química: bari, titani, silici i vanadi.

## Característiques
La batisivita és un silicat de fórmula química BaV₈3+Ti₆(Si₂O₇)O22. Va ser aprovada com a espècie vàlida per l'Associació Mineralògica Internacional l'any 2006. Cristal·litza en el sistema triclínic, i es troba en forma de grans anhedrals de fins a 0,15-0,20 mm. La seva duresa a l'escala de Mohs és 7.
Segons la classificació de Nickel-Strunz, la batisivita pertany a «09.BE - Estructures de sorosilicats, amb grups Si₂O₇, amb anions addicionals; cations en coordinació octaèdrica [6] i major coordinació» juntament amb els següents minerals: wadsleyita, hennomartinita, lawsonita, noelbensonita, itoigawaïta, ilvaïta, manganilvaïta, suolunita, jaffeïta, fresnoïta, baghdadita, burpalita, cuspidina, hiortdahlita, janhaugita, låvenita, niocalita, normandita, wöhlerita, hiortdahlita I, marianoïta, mosandrita, nacareniobsita-(Ce), götzenita, hainita, rosenbuschita, kochita, dovyrenita, baritolamprofil·lita, ericssonita, lamprofil·lita, ericssonita-2O, seidozerita, nabalamprofil·lita, grenmarita, schüllerita, lileyita, murmanita, epistolita, lomonossovita, vuonnemita, sobolevita, innelita, fosfoinnelita, yoshimuraïta, quadrufita, polifita, bornemanita, xkatulkalita, bafertisita, hejtmanita, bykovaïta, nechelyustovita, delindeïta, bussenita, jinshajiangita, perraultita, surkhobita, karnasurtita-(Ce), perrierita-(Ce), estronciochevkinita, chevkinita-(Ce), poliakovita-(Ce), rengeïta, matsubaraïta, dingdaohengita-(Ce), maoniupingita-(Ce), perrierita-(La), hezuolinita, fersmanita, belkovita, nasonita, kentrolita, melanotekita, til·leyita, kil·lalaïta, stavelotita-(La), biraïta-(Ce) i cervandonita-(Ce).
L'exemplar que va servir per a determinar l'espècie, el que es coneix com a material tipus, es troba conservat al Museu Mineralògic Fersman, a l'Acadèmia Russa de les Ciències, a Moscou.

## Formació i jaciments
Va ser descoberta a la pedrera de marbre de Pereval, a Slyudyanka, dins l'àrea del llac Baikal, a l'óblast d'Irkutsk, Rússia. També ha estat descrita al dipòsit Wigwam, a la divisió minera de Revelstoke, a la Colúmbia Britànica (Canadà). Aquests dos indrets són els únics de tot el planeta on ha estat descrita aquesta espècie mineral.